# Pembroke, Pembrokeshire
Pembroke (valižansko Penfro) je zgodovinsko naselje in nekdanje grofovsko mesto v Pembrokeshiru v Zahodnem Walesu. Mesto ima več zgodovinskih stavb in kompleksov in je eno glavnih središč v okrožju. Tu se je rodil Henrik Tudor, kralj Henrik VII.

## Zgodovina
Grad Pembroke, ostanki kamnitega srednjeveškega gradu, je rojstni kraj kralja Henrika VII. Gerald de Windsor je bil stražnik Prembroški. Mesto, grad in njegova okolica so povezani z zgodnjekrščansko cerkvijo. Pozneje je bilo mesto malteškega viteškega reda v Veliki Britaniji.
Samostan Monkton ima zelo zgodnje temelje in so ga obnovili Maltežani v zadnjem stoletju. Prva kamnita stavba je bila obrambni stolp, ki je zdaj znana kot srednjeveška kapela na Main Streetu 69 a, zgrajena na robu pečine med letoma 950 in 1000. Tam so ostanki velike severne dvorane in nedavno zapolnjene obokane kleti. Stavba je bila uporabljena kot zgodnja cerkev. Postavitev je enaka kot pri kapeli svetega Govana in jo je  John Wesley od leta 1764 uporabljal za pridiganje metodizma. Leta 1866 je postal pivovarna za yorško taverno, v kateri je bil sedež  Oliverja Cromwella pri obleganju Pembroka v angleški državljanski vojni.
Na obeh bregovih reke Pembroke, zahodno od gradu, so številni ostanki zgodnjih dejavnosti. Kamnolomi North Shore so se razmeroma dobro ohranili, tudi ostanki srednjeveških in elizabetinskih drč so ostali, na njih so gradili lesena plovila, zgrajena pred industrijsko ladjedelnico, admiralitetno mesto je bilo zgrajeno na mreži vzorca iz Pembroke Docka.
Kjer je zdaj Hancock's Yard, je ostala zelo zgodnja popolna gravura dokov. Most, ki prečka in omejuje zajezitev, je bil zgrajen do hiše – mlina na plimo, prvotnega so leta 1199 podarili vitezi templjarji . Požgan je bil leta 1956.
Na Pennar Flatsu je bila prva podmornična ploščad, ki so jo uporabljali za poskuse z vojaškimi podmornicami. Tri hiše, del ladjedelnice pred Admiralty Dock Yard, še vedno stojijo, vendar so se močno spremenile. 
Trajektno pristanišče Pembroke Dock je ločeno mesto in je bilo ustanovljeno leta 1814. Je tri milje severno od Pembroka.

## Toponimi
Mesto in okrožje izhajata iz imena cantref za penfro: pen = "glava" ali "konec" in bro = "regija", "dežela", ozemlje; razlagajo, da to pomeni "Land's End" ali "headland".

## Geografija
Pembroke leži v južnem Pembrokeshiru na polotoku, ki ga je ustvarila reka Cleddau. Je mesto na dnu majhne doline, z vseh strani obdane z gozdovi in obdelovalnimi kmetijskimi zemljišči. Je 121 km zahodno od prestolnice Walesa, Cardiffa.
Mesto je osredotočeno na glavni ulici, ki je le ulica znotraj prvotnega obzidja. Zunaj obzidja so bile stanovanjske soseske zgrajene proti severu, proti Pembroke Docku, na vzhod proti vasi Lamphey in na jug. Zahodno od mesta leži vas Monkton, ki je vključena kot del skupnosti Pembroke. Ob popisu prebivalstva leta 2001 je imela skupnost 7214 prebivalcev. 
Somestje Pembroke Dock in Pembroke imata 15.890 prebivalcev in je eno glavnih centrov prebivalstva v Zahodnem Walesu.

## Uprava
Skupnost Pembroke pokriva površino 1190 ha  in vključuje Pembroke St. Mary's North, St. Marys South, St. Michael in četrti Monktona. Skupnost ima svoj mestni svet. Pembroke je del zgodovinske grofije Pembrokeshire, ukinjene leta 1974, ki je ponovno postala enovita, ko se je v Walesu leta 1996 spremenila lokalna samouprava. Med letoma 1974 in 1996 je bil Pembroke del okrožja South Pembrokeshire of Dyfed.

## Kultura
V Pembroku je vsako leto poletni festival Pembroke, vsakih štirinajst dni kmečki sejem, izdajajo četrtletno glasilo, ki ga dobijo vsa gospodinjstva v mestu. Pembroški ragbi klub organizira letni karneval, ki je običajno junija. Knjižnica je v stavbi, v kateri je tudi  Turističnoinformacijski center, na Commons Road.

## Pobratena mesta
Pembroke je pobraten z mestoma Bergen (okrožje Celle), Spodnja Saška, Nemčija od leta 1977  in Pembroke na Malti od leta 2002.

## Pomembni ljudje
Poleg kralja Henrika VII. so pomembni domačini skladatelj Daniel Jones (1912–1993), igralec Mervyn Johns (1899–1992) in John Lawrence iz priljubljene glasbene skupine Gorky's Zygotic Mynci. 

## Valižanski ovčar (Pembroke corgi)
Valižanski ovčar (Pembroke corgi) je (v primerjavi z valižanskim Cardigan corgijem) pasma majhnih ovčarskih psov, ki izvirajo iz Pembrokeshira. To so najmanjši psi ovčarji, ki so pazili na gosi, race, ovce in govedo. Uporabljali pa so jih tudi za lov na ptice (več na ), in to zelo uspešno. Leta 1934 so ga v Veliki Britaniji  priznali kot samostojno pasmo. Slovijo tudi zato, ker je bil najpriljubljenejša pasma kraljice Elizabete II., ki jih je imela v lasti več kot 30, ko je vladala. Velja za odličnega delovnega psa.